# Mimudea carbonifusalis
Mimudea carbonifusalis là một loài bướm đêm trong họ Crambidae.